# حر (کتاب)
حُر کتابی تاریخی دربارهٔ نبرد کربلا اثر نویسنده ایرانی، علی شریعتی است. حر یکی از فرماندهان لشکر یزید بود که ابتدا با حسین می‌جنگید اما از لشکر یزید جدا شد و به حسین پیوست و درنهایت در جنگ کربلا کشته شد. این کتاب، تقدیر، ایمان و انتخاب حر را بررسی می‌کند.